# Горелов, Александр Николаевич
Александр Николаевич Горелов (15 октября 1938 — ?) — главный зоотехник госплемзавода «Заря коммунизма» Домодедовского района Московская область. Герой Социалистического Труда (27.06.1978).

## Биография
Александр Горелов родился 15 октября 1938 года в деревне Мичково Борисоглебского района Ярославской области в крестьянской семье. Русский.
Окончил 8 классов в селе Борисоглебские слободы (ныне — посёлок Борисоглебский), и в 1956 году — среднюю школу в селе Высоково. Учась в школе, постоянно помогал маме на ферме: подвозил корма, воду, убирал навоз. Летом работал на лошадях, окучивал посадки картофеля, возил сено к ферме, пас скот.
После окончания школы поступил в Московскую сельскохозяйственную академию имени Тимирязева, на зоотехнический факультет. В 1961 году получил диплом и был направлен в Казахстан на целинные земли. Работал старшим зоотехником в зерносовхозе «Ленинградский» Ленинградского района Кокчетавской области (ныне — Акжарский район Северо-Казахстанской области). Через год назначен главным зоотехником совхоза. Совхоз имел 4000 голов коров, 10 тысяч голов овец, 2000 голов свиней, 500 лошадей и более 30 тысяч голов птицы.
В августе 1966 по состоянию здоровья А. Н. Горелов переехал в Московскую область: с октября — главный зоотехник колхоза в Лотошинском районе, через год — старший зоотехник Волоколамского межрайонного управления, позже — главный зоотехник.
С мая 1972 работал в госплемзаводе «Заря коммунизма» Домодедовского района зоотехником-селекционером, а с августа того же года — главным зоотехником. Под его руководством были разработаны технологические основы ведения животноводческого хозяйства, внедрялись прогрессивные методы работы, был осуществлён переход на новую, более совершенную систему ведения животноводства. Надои в хозяйстве выросли с 4000 кг в 1972 до 6000 кг в 1988 году.
Госплемзавод «Заря коммунизма» ежегодно продавал около тысячи голов племенного высокоценного скота, в том числе 500−600 племенных бычков, во все республики Советского Союза. На центральной станции России по искусственному осеменению каждый четвёртый бык был из хозяйства госплемзавода «Заря коммунизма», а на станции в Московской области — каждый второй.
К 1988 году госплемзавод при площади пашни шесть тысяч гектаров имел восемь тысяч голов высококлассного племенного скота, в том числе 3100 коров.
В госплемзаводе широко внедрялись достижения науки, велась селекционная работа. В 1987 году А. Н. Горелов защитил кандидатскую диссертацию на тему «Влияние возраста коров-матерей на рост и молочную продуктивность их дочерей», ему была присвоена учёная степень — кандидат сельскохозяйственных наук.
Указом Президиума Верховного Совета СССР от 7 августа 1988 года за выдающиеся результаты, достигнутые в производстве животноводческой продукции, и проявленную трудовую доблесть Горелову Александру Николаевичу присвоено звание Героя Социалистического Труда с вручением ордена Ленина и золотой медали «Серп и Молот».
В 1989 году госплемзаод получил авторское свидетельство на новый заводской тип чёрно-пестрой породы крупного рогатого скота «Заря» — МЧП-13, выведенной в хозяйстве. Удой нового типа животных составлял в среднем 7009 килограммов молока жирностью 3, 84 процента.
В 1990-е годы А. Н. Горелов продолжал работать на своём посту, стремясь сохранить племенное поголовье. Только в 2002 году ушёл на пенсию.
Жил в посёлке Агрогород «Заря Подмосковья» Домодедовского района.

## Награды
Награждён орденами Ленина (17.08.1988), «Знак Почёта» (12.03.1982), медалями, в том числе «За трудовую доблесть» .
- Золотая медаль «Серп и Молот» (27.06.1978)
- Орден Ленина (27.06.1978)
- Орден «Знак Почёта» (12.03.1982)
- Медаль «В ознаменование 100-летия со дня рождения Владимира Ильича Ленина» (6 апреля 1970)
- Медаль «За трудовую доблесть» (14.02.1975)
- Медаль «Ветеран труда»